# Sungods in Exile
Sungods in Exile (tạm dịch: Các vị thần Mặt Trời lưu vong) là cuốn sách của David Gamon được xuất bản năm 1978 dưới bút danh David Agamon, xuất phát từ những ghi chép của Karyl Robin-Evans mà Agamon cho biết là vị giáo sư giảng dạy tại Đại học Oxford.
Cuốn sách kể về chuyến thám hiểm tới Tây Tạng năm 1947 mà nhà khoa học này đã đến thăm dãy núi Bayan Har. Robin-Evans tuyên bố rằng bộ tộc Dropa có nguồn gốc ngoài Trái Đất và rơi xuống Trái Đất từ thời xa xưa. Cuốn sách giới thiệu những bức ảnh về bộ tộc này kèm theo đĩa đá Dropa được cho là ẩn chứa thông điệp từ người ngoài hành tinh.
Mặc dù giới nghiên cứu không thể xác định được vị trí của Karyl Robin-Evans, nhưng đĩa đá Dropa xuất hiện thường xuyên trong tiểu văn hóa UFO và tác giả Hartwig Hausdorf đã phổ biến câu chuyện này trong cuốn sách năm 1998 của ông có nhan đề The Chinese Roswell (Roswell của Trung Quốc). Những biến thể sau này của câu chuyện đã bổ sung thêm một vị giáo sư hư cấu tên gọi Tsum Um Nui của Học viện Nghiên cứu Cổ đại Bắc Kinh không kém phần hư cấu được cho là người đã giải mã thành công ngôn ngữ ghi trên đĩa đá này.
Năm 1995, tác giả người Anh David Gamon từng thừa nhận trên tờ Fortean Times rằng ông đã viết Sungods in Exile thành ra trò lừa bịp dưới bút danh Agamon, lấy cảm hứng từ sự nổi tiếng của Erich von Däniken và những cuốn sách của vị này chuyên viết về nhà du hành vũ trụ cổ. Nguồn tài liệu cho câu chuyện được lấy từ một bài viết tạp chí thập niên 1960 trên tờ Russian Digest,  và cuốn tiểu thuyết khoa học viễn tưởng viết bằng tiếng Pháp của Daniel Piret năm 1973 có nhan đề Les disques de Biem-Kara, (Những chiếc đĩa của Biem-Kara).